# دوتلینگن
دوتلینگن (به آلمانی: Dötlingen) یک شهر  در آلمان است که در اولدنبورگ واقع شده‌است. دوتلینگن ۶٬۰۷۰ نفر جمعیت دارد.